# 유럽 정치 협력
유럽 정치 협력(유럽 政治 協力, European Political Cooperation, EPC)는 1970년에 도입된 유럽의 여러 공동체의 회원국 정부 간의 외교 정책에 관한 협력 공간이다. 1993년 11월에 발효된 마스트리히트 조약에 명시된 공동 외교 안보 정책에 넘겨주었다.

## 개요
1950년대부터 1960년대까지 유럽의 여러 공동체의 회원국 사이에서는 역내 시장에서 외교 정책의 차원을 넣는 것을 모색했지만 2차례 모두 실패했었다. 1969년 헤이그에서 열린 정상회의에 참석한 각국의 정상들은 각국의 외무장관들에게 초국가적인 성격을 가진 유럽 방위 공동체 구상을 참고하여 확대라는 흐름 속에서 정치적 통합을 실현하는 것을 연구하도록 지시했다. 각 장관은 이를 보고받고 룩셈부르크/다비뇽 보고서(Luxembourg/Davignon report, 1970년)를 정리했다. 이 가운데 비공식적인 정부간 자문 제도를 만들어 "규모의 정치"를 실현하는 안이 명시되었다.
유럽 정치 협력은 푸셰 플랜(Fouchet Plan)에 정부간 조직의 성격을 도입했으며 샤를 드 골 시대에 있었던 "프랑스의 위엄"이 경시되는 풍조에 적합했다. 또한 영국이 관여하면서 대서양주의의 성격이 가해졌다. 더욱이 유럽 위원회는 권한이 주어진 안건에 대해서는 자신의 의견을 표명할 수 있었다. 결국 유럽 정치 협력은 푸셰 플랜에 제시된 파리에 사무국을 둔 강력한 체제를 갖지 않았다. 이전부터 유럽 위원회와 경쟁할 수 있었다는 입장을 밝혔던 네덜란드는 유럽 정치 협력에 대한 우려를 표명하고 있었다. 유럽 정치 협력은 1973년 코펜하겐 보고서, 1981년 런던 보고서에 의해서 개정·강화되었고 1986년 단일 유럽 의정서에 명시되었다.
유럽 정치 협력은 "혼합한 성공"으로 알려졌다. 1970년대에는 중동 분쟁에 대한 대응, 유럽 안보 협력 기구의 전신인 유럽 안보 협력 회의의 창설에서 기본적인 중심으로 여겨졌다. 한편 1979년에 있었던 소련의 아프가니스탄 침공, 1991년부터 1995년까지 있었던 유고슬라비아 전쟁에서는 유럽 정치 협력의 약점이 드러나기도 했다.

## 같이 보기
- 유럽 연합의 역사
- 공동 외교 안보 정책

|                   |                      |                                      |                              |                            |                                  |                                  |                      |                |                  |
| 1948 브뤼셀 조약  | 1952 파리 조약       | 1958 로마 조약                       | 1967 합병 조약               | 1987 단일 유럽 의정서      | 1993 마스트리흐트 조약 (EU 설립) | 1993 마스트리흐트 조약 (EU 설립) | 1999 암스테르담 조약 | 2003 니스 조약 | 2009 리스본 조약 |
|                   |                      |                                      | 유럽 원자력 공동체 (EURATOM) |                            |                                  |                                  |                      |                |                  |
|                   |                      | 유럽 석탄 철강 공동체 (ECSC)         | 유럽 석탄 철강 공동체 (ECSC) |                            |                                  |                                  |                      | 유럽 연합 (EU) |                  |
|                   |                      | 유럽 경제 공동체 (EEC)               | 유럽 경제 공동체 (EEC)       | → 세 개 의 기 둥 →         |                                  | 유럽 공동체 (EC)                 | 유럽 공동체 (EC)     | 유럽 연합 (EU) |                  |
|                   | ↑유럽의 공동체↑      | ↑유럽의 공동체↑                      | 사법과 국내 문제 (JHA)       | → 세 개 의 기 둥 →         |                                  | 유럽 공동체 (EC)                 | 유럽 공동체 (EC)     | 유럽 연합 (EU) |                  |
|                   |                      | 경찰 및 사법 협력에 관한 규정 (PJCC) | 사법과 국내 문제 (JHA)       | → 세 개 의 기 둥 →         |                                  |                                  |                      | 유럽 연합 (EU) |                  |
|                   | 유럽 정치 협력 (EPC) | 공동 외교 안보 정책 (CFSP)           | 공동 외교 안보 정책 (CFSP)   | 공동 외교 안보 정책 (CFSP) |                                  |                                  |                      | 유럽 연합 (EU) |                  |
|                   | 유럽 정치 협력 (EPC) |                                      |                              | → 세 개 의 기 둥 →         |                                  |                                  |                      | 유럽 연합 (EU) |                  |
| 서유럽 연합 (WEU) |                      |                                      |                              |                            |                                  |                                  |                      | 유럽 연합 (EU) |                  |
|                   |                      |                                      |                              |                            |                                  |                                  |                      |                |                  |